# 5320 Лізбет
5320 Лізбет (5320 Lisbeth) — астероїд головного поясу, відкритий 14 листопада 1985 року.
Тіссеранів параметр щодо Юпітера — 3,184.